# ドミニカ共和国陸軍
ドミニカ共和国陸軍（西：Ejército Nacional de la República Dominicana）はドミニカ共和国の陸軍。

## 歴史
ドミニカ独立戦争中の1844年2月27日に創設され、これ以降1863年のドミニカ回復戦争や、20世紀中盤のドミニカ内戦を経て、現在に至る。
2003年のイラク戦争に兵力を派遣している。

## 組織
陸軍参謀総長（Jefe de Estado Mayor Ejército Nacional）の下、以下の職位・組織がある。2024年時点で総員29,500人。
- 総司令部
- 参謀次長
- 監察官

### 陸軍参謀本部
- 参謀本部付
  - 調整参謀（Estado Mayor Coordinador）
  - 特別参謀（Estado Mayor Especial）
  - 人事参謀（Estado Mayor Personal）
- 補佐官
  - 参謀総長補佐官（Ayudante del Jefe del Estado Mayor）
  - 参謀総長衛生顧問（Asesor Medico del Jefe de Estado Mayor）
  - 参謀総長人事補佐官（Ayudante Personal Jefe de Estado Mayor）
- 部
  - 第1部（G-1、人事）
  - 第2部（G-2、情報）
  - 第3部（G-3、訓練計画）
  - 第4部（G-4、兵站）
  - 第5部（G-5、民間問題）
- 特別参謀
  - 公表報告官（Director Relaciones Publica）
  - 本部付幹部室（Oficial Ejecutivo Jefatura）
  - 軍事衛生医療団長（Director de Cuerpo Medico y Sanidad Militar）
  - 総管理官（Intendente General）
  - 戦闘資材管理官（Intendente Material Bélico）
  - 法務・軍楽総長（Director General de las Bandas de Músicas Consultor Jurídico）
  - 情報処理局長兼工兵大隊長（Comandante del Batallón de Ingeniería Director de Informática）
  - 輸送大隊長（Comandante Batallón de Transportación）
  - 通信大隊長（Comandante Batallón de Comunicaciones）
  - 駐屯部隊観閲官（Director Revista Guarnición）

### 作戦部隊
- 第1旅団
- 第2旅団
- 第3旅団
- 第4旅団
- 第5旅団
- 第6旅団
- 戦闘支援旅団
- 戦闘役務旅団
- 大統領警護連隊

### 教育機関
- 士官学校（Academia Militar）

## 装備

### 車両
- M41B軽戦車 × 12両[2]
- LAV-150 コマンドー装甲兵員輸送車 × 8両[2]

### 小火器
- M16
- M4A1
- Vz 58
- IMI ガリル
- H&K G3
- AS12
- モスバーグM500
- SPAS15
- H&K MP5
- FN P90
- UZI
- M60
- FN MAG
- MINIMI
- M2
- ブローニング・ハイパワー
- トーラス PT92
- ジェリコ941

### 火砲
- M101 105mm榴弾砲 × 4門[2]
- 105/26 レイノーサ榴弾砲 × 12門[2]
- M1 81mm 迫撃砲 × 60門[2]
- M30 107mm迫撃砲 × 4門[2]
- Expal Model L 120mm迫撃砲 × 24門[2]
- M40A1 106mm無反動砲 × 20門[2]
- M3 37mm砲 × 20門[2]

### 航空機

#### 回転翼機
- OH-58A カイオワ × 4機[2]
- OH-58C カイオワ × 4機[2]
- ロビンソン R44 × 2機[2]
- ロビンソン R22 × 4機[2]
- TH-67 クリーク × 2機[2]

## 階級
| 士官           |                             |  |
| 陸軍中将       | Teniente General            |  |
| 陸軍少将       | Mayor General               |  |
| 陸軍准将       | General de Brigada          |  |
| 陸軍大佐       | Coronel                     |  |
| 陸軍中佐       | Teniente Coronel            |  |
| 陸軍少佐       | Mayor                       |  |
| 陸軍大尉       | Capitan                     |  |
| 陸軍中尉       | Primer Teniente             |  |
| 陸軍少尉       | Segundo Teniente            |  |
| 士官候補生     | Cadete                      |  |
| 下士官         |                             |  |
| 最先任管理曹長 | Sargento Administración A&C |  |
| 曹長           | Sargento Mayor              |  |
| 軍曹           | Sargento                    |  |
| 伍長           | Cabo                        |  |
| 兵卒           |                             |  |
| 一等兵         | Raso Primera Clase          |  |